# O século de Luís XIV
O século de Luís XIV (em francês: Le Siècle de Louis XIV) é uma obra histórica do historiador, filósofo e escritor francês Voltaire, publicada pela primeira vez em 1751. Diante disso, o século XVII passou a ser identificado com Luís XIV da França, que reinou de 1643 a 1715.

## Antecedentes
Uma carta escrita em maio de 1732 é a primeira menção registrada da intenção de Voltaire de escrever uma história do reinado de Luís XIV. Ele parou e retomou o projeto várias vezes, expressando o medo de não viver o suficiente para completá-lo. Para a preparação, ele leu duzentos volumes de material, além de muitas memórias não publicadas, bem como documentos históricos que encontrou nos arquivos do Louvre.

## Contexto
Em comum com outros filósofos do Iluminismo, Voltaire viu a era de Alexandre, o Grande e Péricles, a era de César e Augusto e o Renascimento italiano como "grandes eras" ou "eras de luz". Ele apresentou a idade de Luís XIV como a quarta das maiores.
O período coberto pela história não corresponde ao século XVII e tampouco ao reinado de Luís XIV, que vai dos últimos anos do Cardeal Richelieu aos anos após a morte de Luís XIV, em 36 capítulos. Voltaire descreveu isso como a época em que as artes e a filosofia alcançaram sua maior perfeição. Ao elogiar a excelência de uma época passada, ele criticou implicitamente o reinado de Luís XV como uma época de declínio.
Voltaire observou, repetidas vezes, que visava uma história menos convencional de grandes homens e eventos do que algo como uma pintura: ele destacava as tendências históricas e culturais de uma forma como um pintor traz nas matizes de luz e cor, ou seja, que podem ser mais importantes do que o assunto ostensivo retratado. Em vez de narrar vitórias militares, ele viu mais grandeza no progresso da razão e da cultura, como o avanço da arte ou a rejeição da superstição medieval e o fim da prisão por feitiçaria.

## Repercussão
O escritor protestante Laurent Angliviel de la Beaumelle publicou uma versão comentada do livro Notes sur le siècle de Louis XIV em 1753, acrescentando muitos ataques contra Voltaire.
No início do século XIX, a escritora inglesa Hannah More escreveu que Voltaire "decorou tanto o período quanto o rei com tanto que é grande e brilhante, que preenchem um grande espaço nos olhos do leitor". A escritora americana Virginia Randolph Cary escreveu em 1828 que "A História Geral de Voltaire e sua Era de Lewis XIV sempre serão lidas com prazer".
A publicação de novas edições de The Age of Louis XIV no final do século XX ajudou a renovar o interesse em Voltaire como historiador. Academicos modernos o descreveram como "o texto fundamental da história literária francesa" e "um marco no caminho para a escrita da história moderna".

## Obras publicadas
- The Age of Louis XIV, traduzido por Martyn Percy Pollack 1961 (Londres: JM Dent; Nova York: EP Dutton) ISBN 9780460007801
- Siècle de Louis XIV, edição crítica editada por Diego Venturino e outros, em The Complete Works of Voltaire (Oxford: The Voltaire Foundation)
  - Introdução no Volume 11A (2019) ISBN 978-0-7294-1146-2
  - Introdução, dossiê, índice geral no Volume 11B (2019) ISBN 978-0-7294-1222-3
  - Liste et catalog des écrivains no Volume 12 (2017) ISBN 978-0-7294-1147-9
  - Capítulos 1–12 no Volume 13A (2015) ISBN 978-0-7294-0965-0
  - Capítulos 13–24 no Volume 13B (2015) ISBN 978-0-7294-1156-1
  - Capítulos 25–30 no Volume 13C (2016) ISBN 978-0-7294-1157-8
  - Capítulos 31–39 no Volume 13D (2016) ISBN 978-0-7294-1155-4